# کالج جونیور مودستو

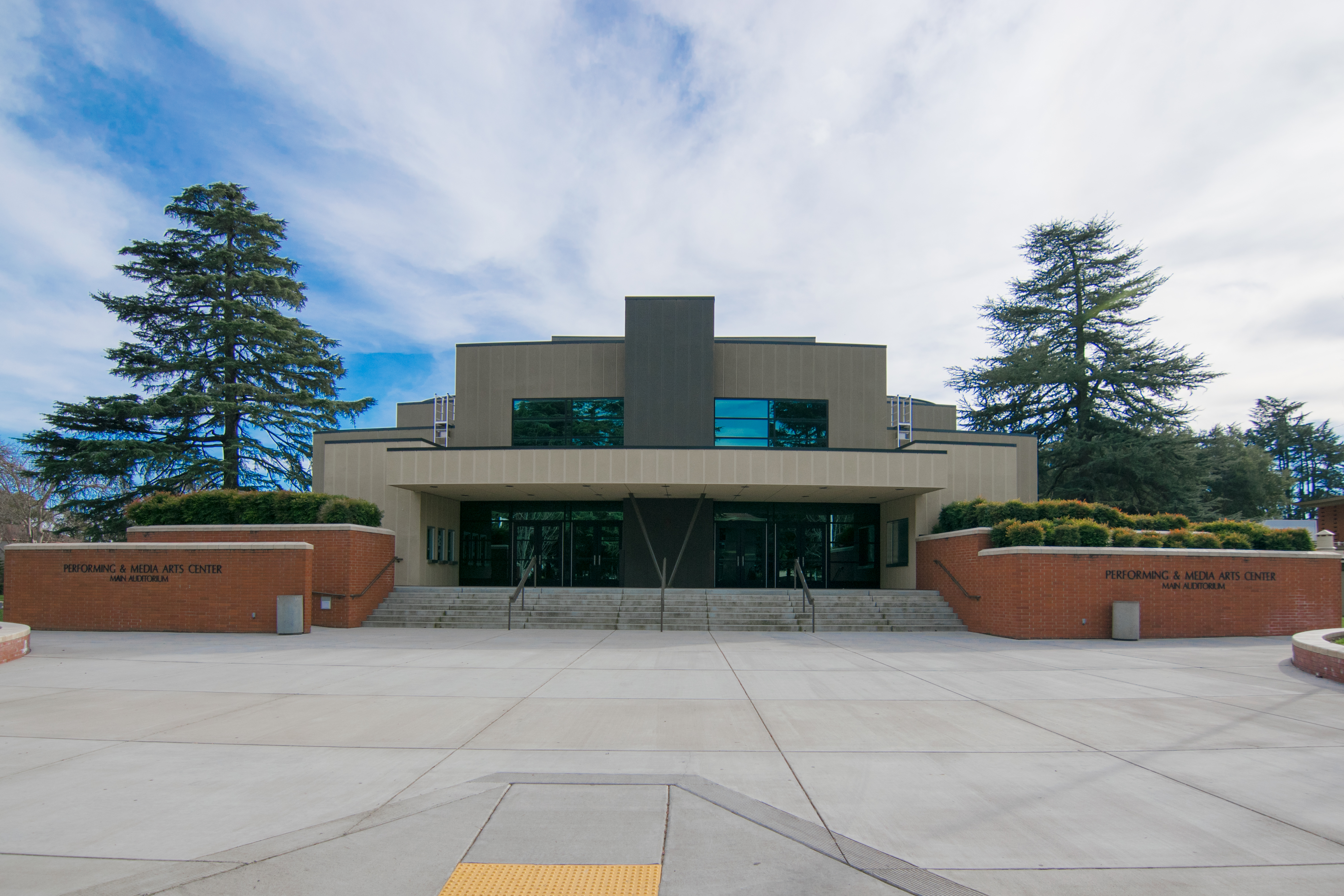
ورودی سالن اصلی مرکز هنرهای نمایشی کالج جونیور مودستو

کالج مودستو جونیور (به انگلیسی: MJC) یک کالج دولتی در مودستو، کالیفرنیا است. این بخشی از ناحیه کالج جامعه یوسمیتی به همراه کالج کلمبیا است. کالج مودستو جونیور و کالج کلمبیا به همراه ۱۱۲ کالج عمومی دیگر به سیستم کالج اجتماعی کالیفرنیا تعلق دارد. این کالج دارای دو پردیس در مودستو است. پردیس شرق پردیس اصلی است در حالی که پردیس غرب بزرگتر از این دو است. دوره‌ها در آموزش عمومی، برنامه‌های انتقال بخش پایین‌تر، آموزش شغلی و توسعه ارائه می‌شود.
کالج مودستو جونیور توسط کمیسیون اعتباربخشی برای کالج‌های جامعه و جوانان (ACCJC) معتبر است.